# Smeeth
Smeeth är en ort och civil parish i grevskapet Kent i sydöstra England. Orten ligger i distriktet Ashford, cirka 7 kilometer sydost om Ashford. Civil parishen hade 931 invånare vid folkräkningen år 2021.